# Reinas del imperio neoasirio

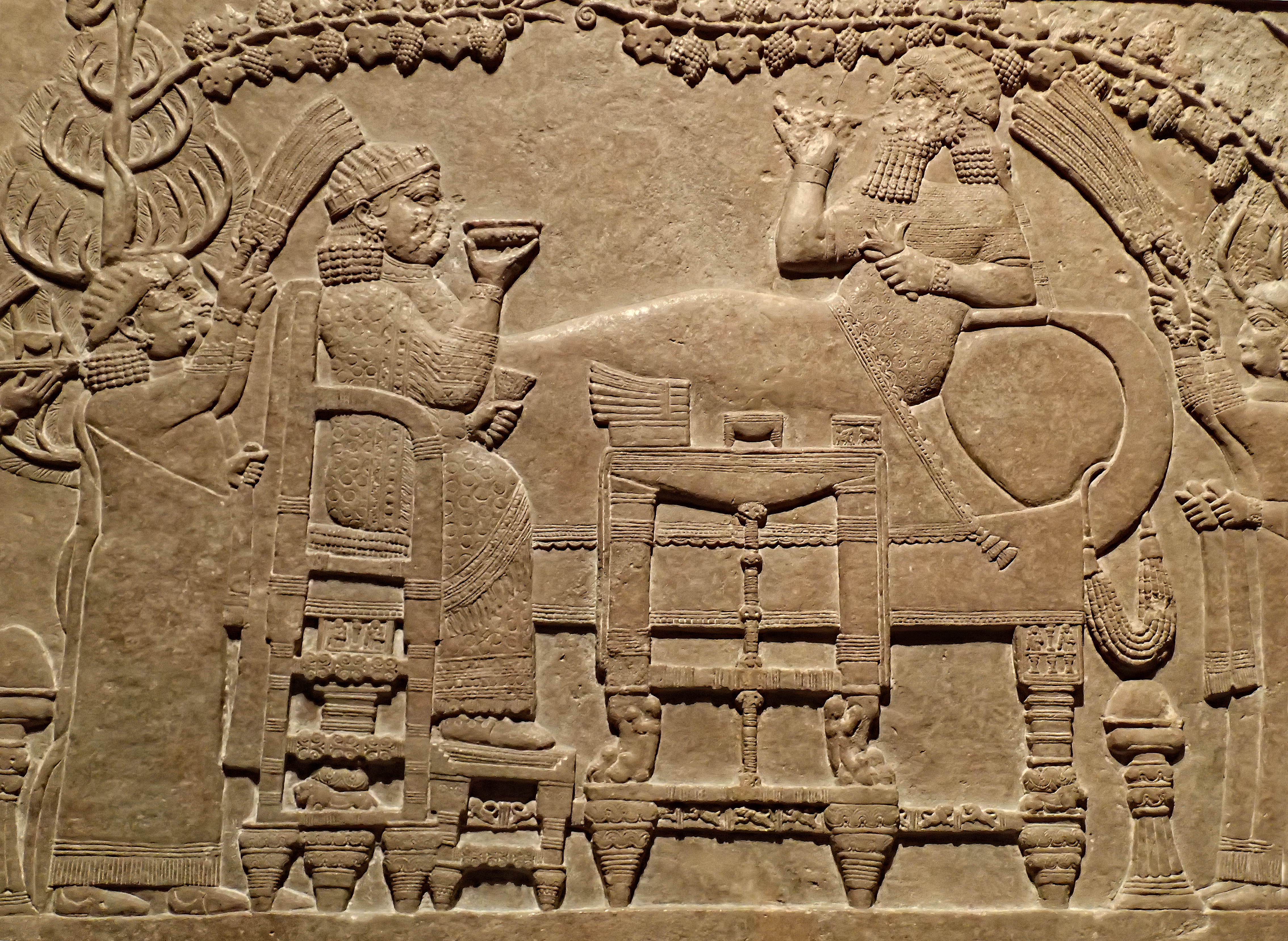
Relieve de la "Fiesta del Jardín" de Nínive, que representa a la reina neoasiria Libbali-sharrat (izquierda) cenando con su marido, el rey Asurbanipal (derecha; r. 669-631 a. C.).

Las Reinas del imperio neoasirio (en asirio issi ekalli o sēgallu tdl.Mujer de palacio) eran las consortes de los reyes neoasirios. Aunque las reinas obtenían su poder e influencia a través de su asociación con su marido, no eran meros peones sin poder político. Las reinas supervisaban sus propias finanzas, a menudo cuantiosas, y poseían vastas propiedades en todo el imperio. Para supervisar sus propiedades, las reinas disponían de un amplio equipo administrativo encabezado por un conjunto de administradoras llamadas šakintu. Entre los deberes de las reinas estaban las responsabilidades religiosas y la supervisión de algunos aspectos de los palacios reales; su papel como "mandatarias del reino doméstico" se refleja en su título de "Mujeres de Palacio". El poder y la influencia de las reinas aumentaron aún más bajo la dinastía sargónida (722-609 a. C.), cuando se representaron con más frecuencia en las obras de arte y se crearon grandes unidades militares directamente subordinadas a la reina.
En las excavaciones de las tumbas de las reinas de Nimrud se han hallado las sepulturas y los restos de numerosas reinas, lo que ha permitido estudiar sus vidas, indumentarias y adornos.

## Estatus y función

### Títulos y símbolos de las reinas

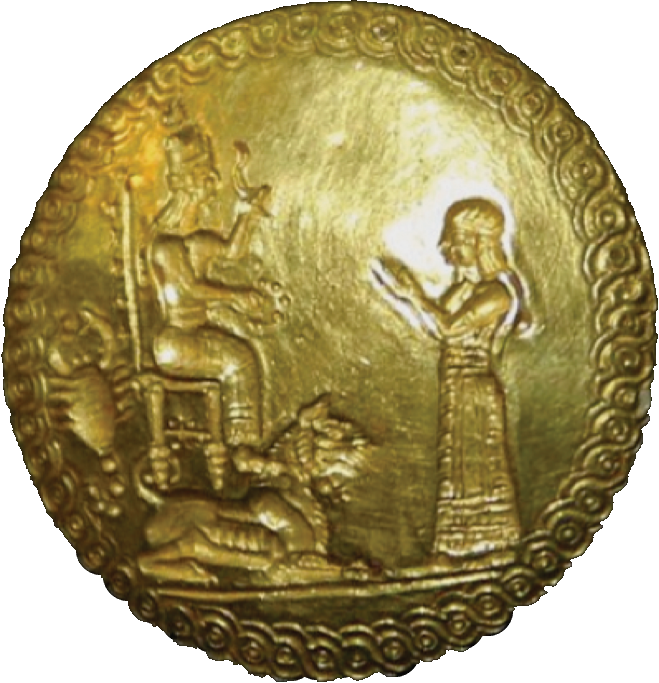
Sello de Hama, reina consorte de Salmanasar IV (782 a. C. - 773 a. C.). Se la representa (a la derecha) en reverencia ante una diosa (a la izquierda). Nótese el símbolo del escorpión detrás de la diosa, un distintivo comúnmente utilizado para las reinas.

El término cuneiforme acadio utilizado para designar a la reina en el Imperio neoasirio era MÍ.É.GAL, MUNUS.É.GAL o MÍ.KUR, que se traduciría en asirio como issi ekalli, que significa literalmente "mujer de palacio" El término quizás también podría abreviarse como sēgallu, con idéntico significado Los historiadores modernos identifican a las "Mujeres de Palacio" neoasirias como reinas, aunque esto difiere de la antigua terminología asiria. La variante femenina de la palabra "rey" (šarru) era šarratu, pero este término sólo se aplicaba a las diosas y reinas de naciones extranjeras que gobernaban por derecho propio. La diferencia terminológica no significa necesariamente que las reinas extranjeras, que a menudo gobernaban territorios significativamente más pequeños que el Imperio neoasirio, tuvieran un estatus superior al de las reinas asirias.Aun así, un cierto número de historiadores modernos, como Sarah C. Melville, prefieren designar a las reinas asirias simplemente como "esposas" o "consortes". El título de "Mujer de Palacio" fue una creación del periodo neoasirio; en el Imperio Asirio Medio, que precedió directamente al Imperio Neoasirio, las reinas eran designadas como aššat šarre ("Esposa del Rey").
A medida que avanzaba el periodo neoasirio, se añadieron nuevos títulos para las mujeres de la realeza, quizá como respuesta a las situaciones confusas que podían surgir en relación con el nombre de las antiguas reinas y esposas de otros miembros de la familia real. Con Sargón II (r. 722-705 a. C.), se introdujo el tratamiento bēlat bēti ("Señora de la Casa") para la esposa del príncipe heredero. El término ummi šari ("madre del rey") aparece por primera vez con el sucesor de Sargón, Senaquerib (705-681 a. C.), y podría entenderse como la posición de la reina madre, es decir, una antigua reina que también era la madre del rey actual. La ummi šari podía mantener una posición prominente de por vida; Naqi'a, esposa de Senaquerib y madre de su sucesor Asarhaddón (681-669 a. C.), seguía conservando el título de ummi šari en el reinado de su nieto Asurbanipal (669-631 a. C.), a pesar de que ya no era la madre del rey vigente.
El escorpión era el símbolo que aparentemente se empleaba en documentos y objetos para representar a las reinas. En el arte mesopotámico los escorpiones estaban estrechamente vinculados a la fertilidad y se conocen en las obras de arte como símbolo religioso desde la prehistoria. Otra posible asociación era que el símbolo del escorpión representaba a la reina como madre fuerte e ideal; el término para referirse a un escorpión hembra era de tārit zuqaqīpi (literalmente: "la que atrapa al escorpión"), estrechamente relacionado con el término tarû ("surgir", "atrapar", también utilizado en el sentido de "nodriza" o "niñera").

### Posición y poder

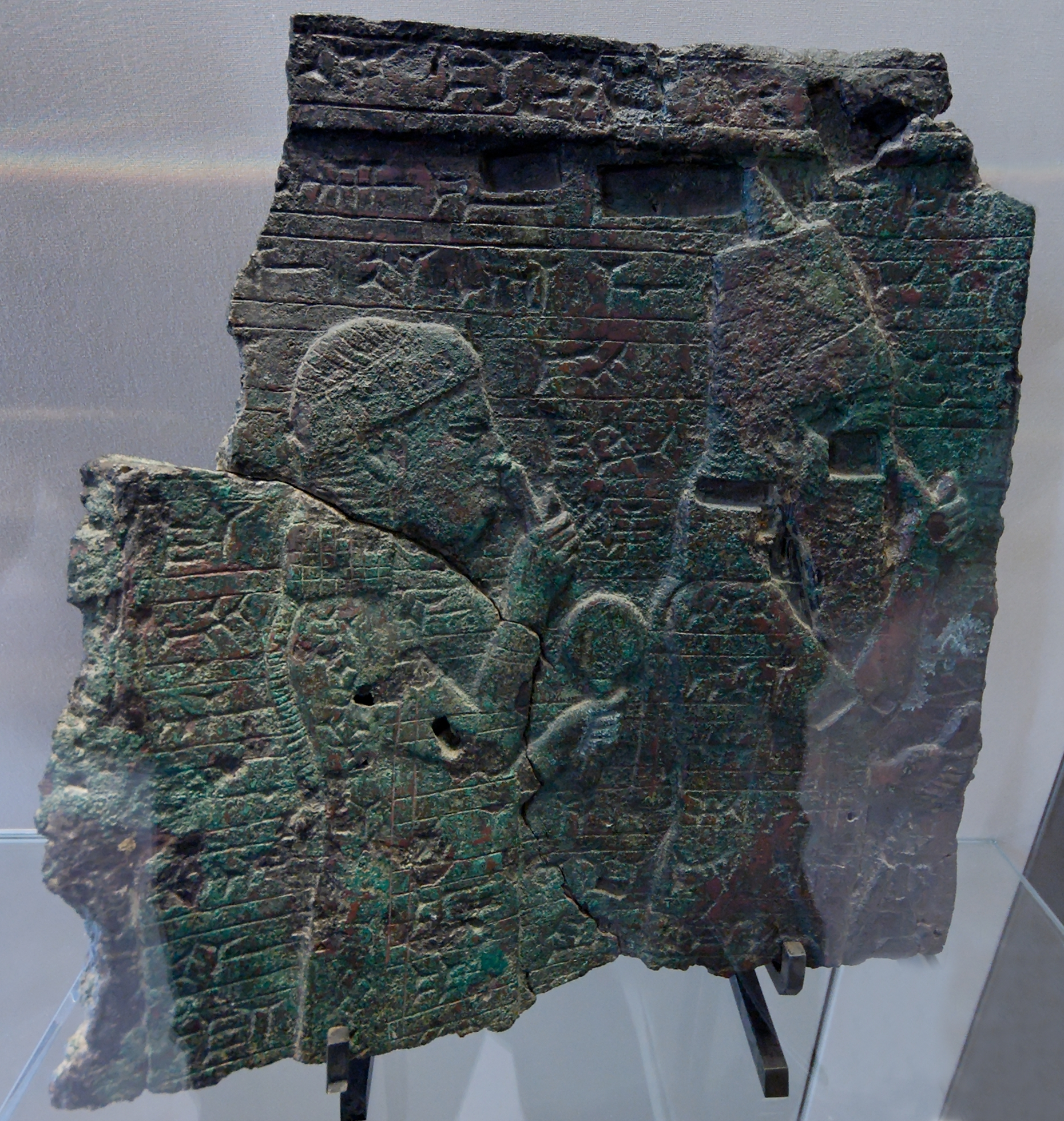
Relieve que representa a Asarhaddón (681.669 a. C.) (derecha) y su madre Naqi'a (izquierda)

Aunque las reinas, al igual que todos los demás miembros femeninos y masculinos de la corte real, derivaban en última instancia su poder e influencia de su asociación con el rey, no eran meros peones sin poder político. Las reinas tenían voz y voto en los asuntos financieros y, aunque lo ideal era que produjeran un heredero al trono, también tenían otros deberes y responsabilidades, a menudo en niveles muy altos del gobierno. Se tiene constancia de que las reinas neoasirias participaban en la organización de actividades religiosas, como los rituales, y que apoyaban económicamente a los templos y dedicaban regalos a los dioses. También está claro que desempeñaban un papel en la toma de decisiones políticas. Las reinas contaban con el respeto de numerosos funcionarios de alto rango y disponían de considerables recursos económicos propios, como demuestran no sólo los textos que se conservan sobre su hogar y sus actividades, sino también los tesoros descubiertos en sus tumbas. Está claro que las reinas ocupaban un lugar destacado en la sociedad asiria, ya que hay numerosas pruebas de que los reyes les otorgaban un reconocimiento especial. Senaquerib, en inscripciones relativas a la construcción de palacios en Nínive, describió públicamente a su reina Tashmetu-sharrat como su "amada esposa, cuyos rasgos [la diosa] Belit-ili ha hecho perfectos por encima de todas las mujeres". Cuando Esharra-hammat la esposa de Asarhaddón murió, este construyó un gran mausoleo en su honor.
Las reinas empleaban a su propio y extenso personal y la unidad administrativa de sus hogares era parte integral de la administración del imperio hasta su desaparición. La casa de la reina poseía vastas extensiones de tierra y muchas dependencias en todo el Imperio neoasirio y empleaba a cientos de personas. El personal de la reina estaba dirigido por un conjunto de administradoras, llamadas šakintu, que disponían de considerables recursos y de su propio personal. Es probable que las šakintu dirigieran las posesiones provinciales de las reinas de forma relativamente autónoma. Entre el personal de los šakintu había tanto hombres como mujeres, con cargos como administradores de aldeas, supervisores de palacio, jefes de panadería y tesoreros, así como tejedores, pastores y marroquineros. Es posible que la principal empresa de las numerosas explotaciones fuera la producción textil, destinada a abastecer de tejidos tanto al palacio real de la capital como a fines comerciales. En el reinado de Sargón II se crearon unidades militares al servicio de la reina. Tal vez preocupado por la autoridad del Turtanu (comandante en jefe), Sargón también dividió ese cargo en dos, asignando un Turtanu a las fuerzas de la reina. Bajo los últimos reyes de la dinastía sargónida, las tropas asignadas a la reina se hicieron más numerosas y diversas; no se limitaban simplemente a los guardaespaldas; entre las tropas de la reina había cohortes de infantería, carros y varios comandantes. Hay constancia de que algunas de las tropas de la reina participaban en campañas militares, lo que significa que no eran simplemente la guardia de honor de las reinas, sino también una parte del poderío militar del imperio.
El título de "Mujer de Palacio" hace más hincapié en el papel de la reina con respecto al palacio real que en su asociación con el rey, lo que implica que su papel como "gobernantas del ámbito doméstico" era más importante que el de ser meras consortes reales. Otro indicio de su fuerte asociación con el palacio es que las tumbas de las reinas de Nimrud, que contienen los restos de varias reinas, se encontraron bajo el suelo de uno de los palacios reales de Nimrud, capital en aquel momento del imperio neoasirio; las reinas fueron enterradas en el palacio y no junto a los reyes en las tumbas reales de [Assur], el centro religioso y ceremonial de Asiria.

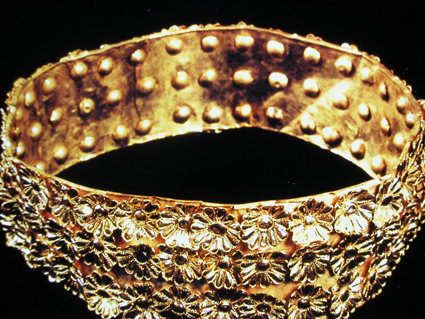
Corona de oro encontrada en la tumba de las reinas Iaba, Banitu y Atalia.

Aunque el reinado de Asarhaddón fue, en particular, una época en la que las mujeres de la realeza pudieron ejercer un gran poder político, quizá debido a la desconfianza de Asarhaddón hacia sus parientes masculinos, también con anterioridad hubo mujeres influyentes en el gobierno del imperio. La reina neoasiria más poderosa y famosa fue Sammuramat, la esposa de Shamshiadad V (824-811 a. C.). Aunque las referencias a ella son escasas durante el reinado de su marido, Sammuramat alcanzó una posición de poder a la muerte de éste y la sucesión de su hijo Adad-nirari III (811-783 a. C.). Adad-nirari III era muy joven en el momento de su ascenso y un buen número de fuentes de los primeros años de su reinado siguen refiriéndose a Sammuramat como reina, sugiriendo quizás que gobernó por derecho propio como regente. Una inscripción en una estela sugiere que la propia Sammuramat participó en una campaña militar con su hijo. En leyendas posteriores, Sammuramat fue inmortalizada como la legendaria reina Semíramis La madre de Asarhaddón, Naqi'a, también fue muy poderosa tras la muerte de Senaquerib; poseía sus propias residencias en la mayoría de las principales ciudades asirias, probablemente era extremadamente rica y por su propia voluntad encargó un nuevo palacio para su hijo en Nínive.

### Disputas y cuestiones académicas
No está claro cuál era el papel de la reina con respecto al rey. Si bien la reina fue durante la mayor parte del tiempo la consorte del rey, existe una disputa académica en cuanto a si la reina conservaba su título y estatus después de la muerte del monarca, o si el título y la posición se transferían automática y directamente a la esposa del sucesor del rey. La mayoría de los historiadores sostienen la teoría de que el título sólo se aplicaba a la esposa principal del monarca reinante, y que el título no se conservaba tras la muerte del soberano.
Algunos estudiosos han sugerido, basándose en los problemas para identificar a las reinas a partir de los documentos administrativos, que tal vez podría haber varias mujeres con el título de "Mujer de Palacio" en un momento dado. En 2004, Sarah C. Melville sugirió que el término se utilizaba de forma diferente dentro y fuera del palacio real, y que sólo había una "Mujer de Palacio" en lo que respecta al imperio, pero que varias mujeres podían ostentar el título dentro del palacio real. Aunque se sabe que los reyes asirios tenían varias esposas, hay serios problemas con utilizar el concepto de múltiples "Mujeres de Palacio". Lo fundamental es que los documentos asirios siempre utilizan el término sin más calificativos, lo que sugiere que se refería inequívocamente a la esposa principal del rey. La mayoría de los historiadores apoyan la idea de que sólo había una "mujer de palacio" en un momento dado. Las investigaciones académicas se ven dificultadas por la falta de pruebas textuales concretas que describan la ceremonia de la boda real, ni el número de esposas reales.

## Indumentaria y accesorios

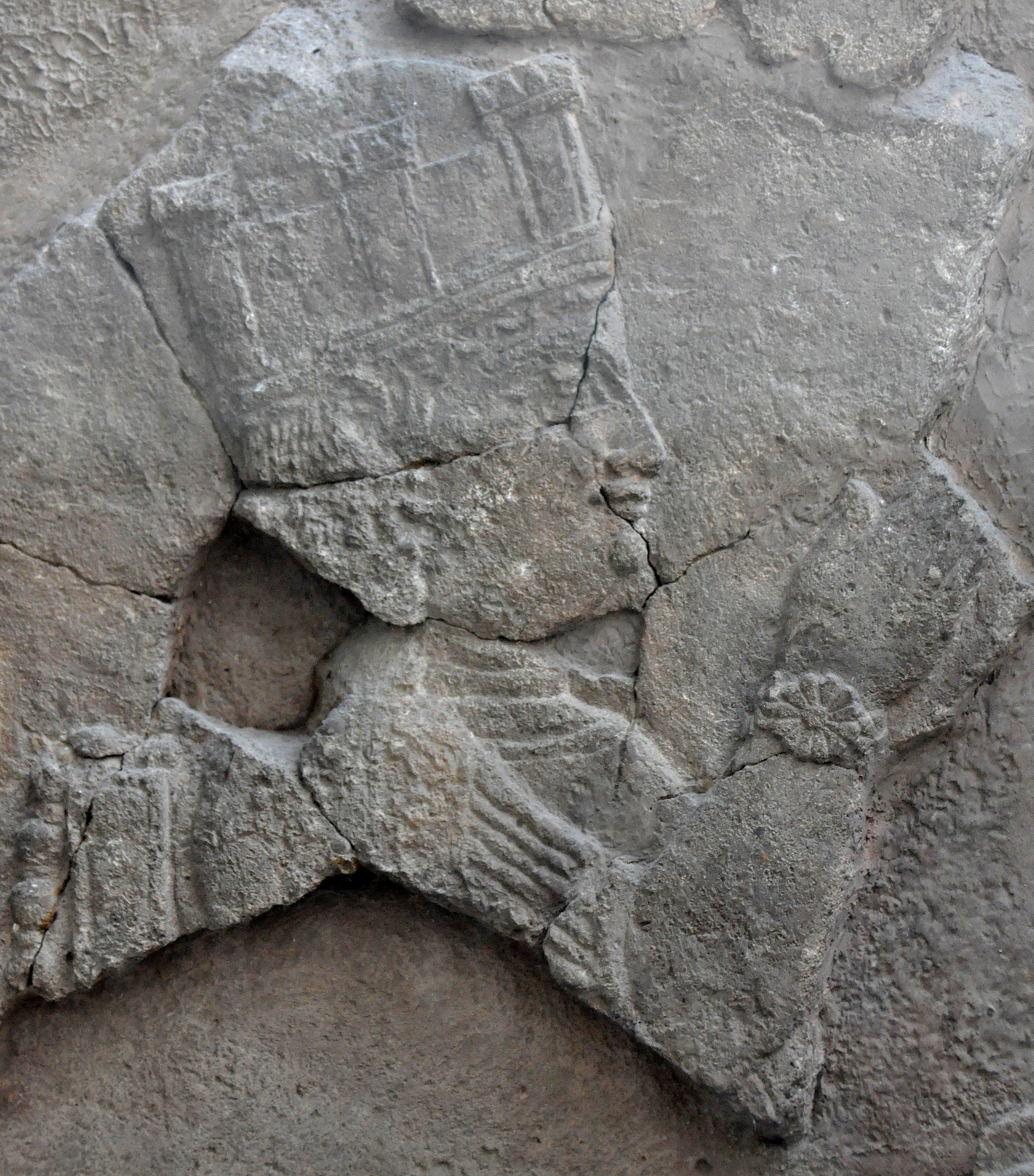
Detalle de una estela que representa a Libbali-sarrat, reina consorte de Asurbanipal, en la que se observa que lleva la corona mural

Las reinas asirias portaban coronas, aunque su apariencia era diferente a la de sus maridos. Los investigadores suelen referirse a su corona como la corona mural, ya que incorpora elementos diseñados para evocar la pared de un castillo. En la antigua Asiria, esta corona se denominaba kilīlu ("almenas") La corona, un diseño muy inusual en Mesopotamia, era una banda, bien ajustada a la cabeza de la reina, decorada a intervalos regulares con protuberancias en forma de torre ligeramente más altas que el resto de la corona. La corona mural tenía probablemente un gran valor político y era quizás un importante símbolo de poder femenino. Las reinas aparecen a veces sin corona en las representaciones artísticas, aunque normalmente en contextos en los que llevar una corona habría sido inapropiado, como en la representación de imágenes de carácter sagrado o religioso, en los que las reinas podían llevar atuendos o adornos más modestos, como una simple diadema.
Es probable que la indumentaria de las reinas se inspirara en la mitología mesopotámica; en el mito del descenso de Ishtar al inframundo, el atuendo de la diosa Ishtar se describe de forma muy similar a lo que se conoce del atuendo de las reinas neoasirias. Dado que Ishtar era, en parte, una diosa de la fertilidad, es posible que el vestido, a su vez, también hiciera referencia a la fertilidad. La mayor similitud con Ishtar es que la diosa en el arte asirio también llevaba la corona mural. Esto sugiere que la reina puede haber sido ideológicamente una imagen de Ishtar, y que a veces podía ser vista como una encarnación de la diosa.
Las tumbas de las reinas de Nimrud conservan grandes conjuntos de indumentaria real. El ajuar típico de las reinas incluía un tocado o corona, collares, pendientes, brazaletes, cuentas, hasta diez anillos, adornos de oro, uno o varios sellos y un espejo. Los detalles de todos los objetos diferían de una reina a otra, lo que indica una identidad individual y que también iban vestidas de forma única en vida. En cuanto a la iconografía, las joyas de las reinas incorporaban tanto aspectos de la tradición real asiria (como las ágatas de ojo) como elementos derivados de elementos extranjeros (como el oro, la ágata y la cornalina; quizás una expresión de la amplitud y el dominio del Imperio neoasirio. Muchos de los elementos de la vestimenta y los atuendos encontrados en la tumba coinciden con las representaciones conocidas de las reinas, como sus pendientes y brazaletes, pero también existen discrepancias con las obras artísticas. Lo más destacado es que no se ha encontrado ninguna corona mural, la indicación artística más evocadora de la condición de reina en contraste con los diferentes tocados con los que fueron enterradas las reinas en Nimrud. Tal vez la corona mural no era tan importante para el reinado como sugieren las representaciones artísticas o, por el contrario, la corona mural pertenecía a un "tesoro de la corona" y no formaba parte de las pertenencias personales de la reina, por lo que no podía depositarse en una tumba.

## Representación artística

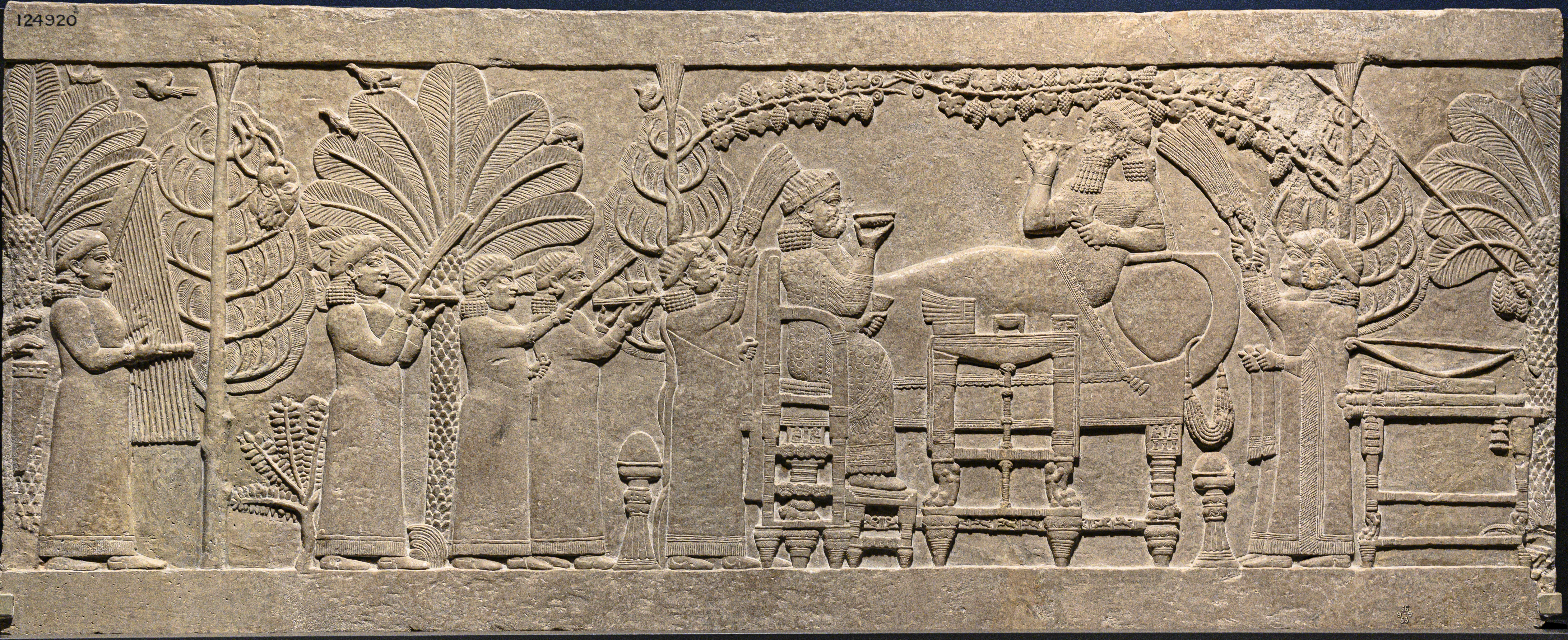
El relieve completo de la Fiesta del jardín mostrando a la pareja real y la escena circundante

Aunque se conservan muchas representaciones artísticas de reyes y funcionarios masculinos del Imperio neoasirio son escasas las representaciones de reinas. Esto no es necesariamente una indicación de que no fueran importantes, sino que podría entenderse como una medida adoptada para garantizar la seguridad de las mujeres de la realeza; un número importante de textos conservados ilustran que los asirios creían que cualquier acto negativo realizado hacia una imagen tendría efectos perjudiciales para la persona que representaba.
La obra de arte neoasiria más famosa que representa a una reina es el relieve Fiesta del jardín de Asurbanipal, que representa al rey reclinado en un sofá mientras su reina, Libbali-sharrat, se sienta frente a él en una silla alta. La pareja está atendida por sirvientes y se representa elevando sus copas en conmemoración de las victorias de Asurbanipal contra los elamitas. Mientras que el relieve muestra a Asurbanipal como de mayor rango al representarlo más arriba y de mayor tamaño, Libbali-sharrat también se muestra en un estatus excepcionalmente elevado, ya que está estrechamente relacionada con el rey y por su evocación a imágenes divinas. Algunos detalles llamativos del relieve de la Fiesta del Jardín son que mientras Libbali-sharrat aparece con la corona mural, Asurbanipal no tiene corona (salvo una simple diadema) y el rey está reclinado mientras que la reina está sentada; sentarse en un trono era un privilegio real. Los sirvientes representados en la imagen también son todos mujeres, es decir, parte del personal de Libbali-sharrat. En conjunto, estas decisiones artísticas significan que la escena está organizada en torno a Libbali-sharrat y no a Asurbanipal; es la única imagen conocida de la antigua Asiria que representa a una persona distinta del rey destacando en la corte.

## Listado de reinas

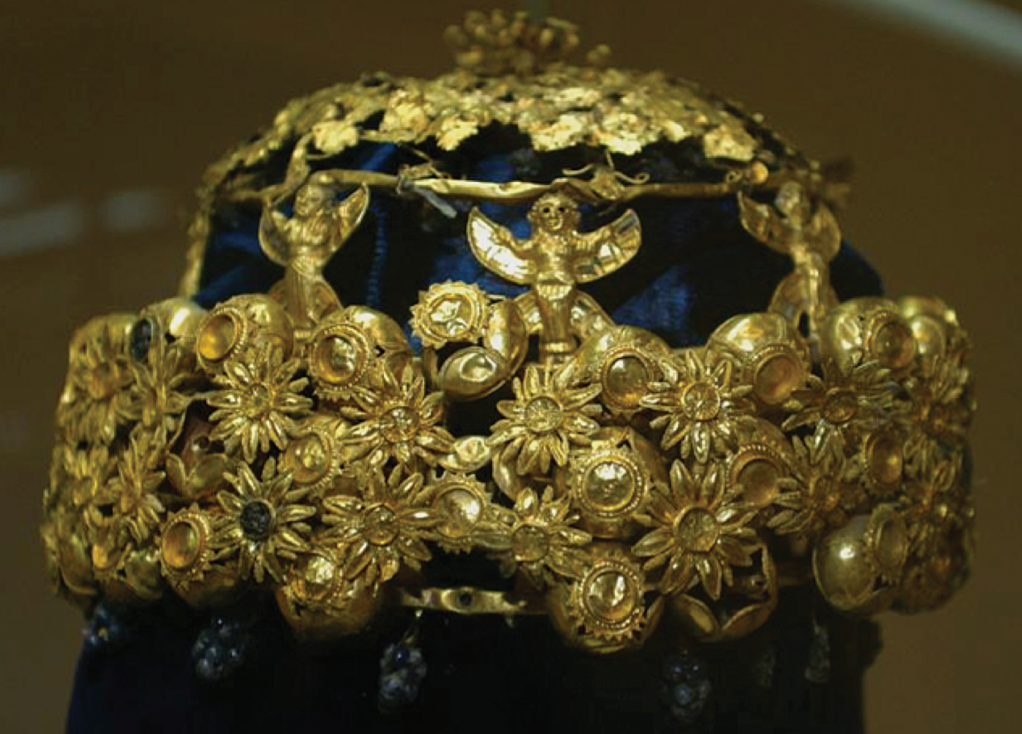
Corona de oro encontrada en la tumba de Hama.

### Reinas con nombre conocido
- Mullissu-mukannishat-Ninua (Mullissu-mukannišat-Nīnua), reina de Asurnasirpal II (883–859 a. C.)[25]
- Sammuramat (Sammu-rāmat), reina de Shamshi-Adad V (824–811 a. C.)[10]
- Hama (Ḫamâ), reina de Salmanasar IV (783–773 a. C.)[22]
- Iaba (Iabâ), reina de Tiglatpileser III (745–727 a. C.)[39]
- Banitu.[40] (Banītu), reina de Salmanasar V (727–722 a. C.)[39]
- Atalia (Atalia), reina de Sargón II (722–705 a. C.)[39][41][42]
- Tashmetu-sharrat (Tašmētu-šarrat), reina de Senaquerib (705–681 a. C.)[43]
- (?) Naqi'a (Naqī'a), posiblemente otra reina de Senaquerib[43][44]
- Esharra-hammat (Ešarra-ḫammat), reina de Asarhaddón (681–669 a. C.)[45]
- Libbali-sarrat (Libbali-šarrat), reina de Asurbanipal (669–631 a. C.)[46]
- Ana-Tashmetum-taklak (Ana-Tašmētum-taklāk), conocida por una inscripción fragmentaria. Reina en algún momento posterior al reinado de Senaquerib (por estar atestiguada en Nínive, convertida en capital bajo Senaquerib). Posiblemente sea la misma persona que una de las reinas de Ashur-etil-ilani o Sinsharishkun, por lo demás desconocidas.[47]

### Reinas de nombre desconocido[48]
- Reina de Salmanasar III (859–824 a. C.), atestiguado por tres inscripciones que mencionan a una reina.
- Reina de Adad-nirari III (811–783 a. C.), posiblemente acreditado por algunas inscripciones que mencionan a una reina.
- Reina de Ashur-dan III (773–755 a. C.), atestiguado por tres inscripciones que mencionan a una reina.
- Reina de Ashur-nirari V (755–745 a. C.),atestiguado por cinco inscripciones que mencionan a una reina.
- Reina de Assur-etil-ilani (631–627 a. C.), atestiguado por dos inscripciones que mencionan a una reina.
- Reina de Sinsharishkun (627–612 a. C.), atestiguado por seis inscripciones que mencionan a una reina.